# Agathis leucogaster
Agathis leucogaster är en stekelart som först beskrevs av Holmgren 1868.  Agathis leucogaster ingår i släktet Agathis och familjen bracksteklar. Inga underarter finns listade i Catalogue of Life.